# Iván Aróstica
Iván Aróstica Maldonado (San Miguel, 29 de enero de 1957) es un abogado chileno. Actualmente se desempeña como ministro del Tribunal Constitucional de Chile, ocupando la presidencia del mismo entre los años 2017 y 2019.

## Biografía
Iván Aróstica estudió en el Liceo de Aplicación. En 1975 ingresó a la Facultad de Derecho de la Universidad de Chile.
Es abogado de la Universidad de Chile. Obtuvo el título de abogado en el año 1983. Posteriormente completó el Magíster en Derecho Público de la Universidad de Chile (1983-85).
Se desempeñó como abogado litigante y asesor de entidades públicas y privadas. Trabajó en la Caja de Previsión de la Defensa Nacional (1984-1995) como Fiscal, y también fue Jefe de la División Jurídica del Ministerio del Interior (2010).
Posee un diploma en Trayectoria de la Sociedad Occidental por la Universidad Adolfo Ibáñez (1988), un Diploma en Metodología de Análisis en Inteligencia Estratégica por la Universidad de Chile, Instituto de Asuntos Públicos-Departamento de Ciencia Política (2008), y un Diploma en Análisis de Inteligencia Comunicacional por la Universidad Mayor, Instituto de Comunicación (2009).
Participó hasta 1983 en el Movimiento Gremial de la Universidad Católica de Chile, que sería base para la creación de la Unión Demócrata Independiente (UDI).

## Ministro y presidente del Tribunal Constitucional
En 2010 fue designado ministro del Tribunal Constitucional de Chile (TC) por el presidente Sebastián Piñera en reemplazo de José Luis Cea Egaña, quien renunció al cargo. Su período cesa el 16 de marzo de 2022.
Fue elegido presidente del TC el 10 de agosto de 2017, cargo que asumió el 28 de agosto de 2017, y que desempeñó hasta el 28 de agosto de 2019.

## Docencia y publicaciones
Ha escrito más de treinta artículos académicos y dos libros.
Ha sido docente de la Universidad de Chile y de múltiples universidades desde 1983. Actualmente se desempeña como profesor de Derecho Administrativo en la Universidad del Desarrollo y como profesor del Magíster en Derecho de la Pontificia Universidad Católica.

### Libros
- Aróstica, Iván (2002). Por los cuchillos de Chile: el corvo. Santiago de Chile: Ediciones Caballo de Fuego. ISBN 9562912663.
- Aróstica, Iván (2001). Derecho Administrativo económico: libre iniciativa privada y actividad empresarial del estado. Santiago de Chile: Universidad Santo Tomás.

### Artículos
- Aróstica, Iván (1991). «El Trámite de toma de razón de los actos administrativos». Revista de derecho público: publicación del Departamento de Derecho Público (49). ISSN 0719-5249.